# Nuray Levent
Nuray Levent (ur. 8 maja 2000 w Bolu) – turecka sztangistka, olimpijka z Tokio.

## Przebieg kariery
Debiutowała w zawodach międzynarodowych w 2015, biorąc udział w mistrzostwach świata juniorów we Wrocławiu, gdzie zajęła 12. pozycję. Rok później, w wieku niespełna szesnastu lat zadebiutowała w mistrzostwach rangi seniorów, startując w mistrzostwach Europy rozgrywanych w Førde – w swej kategorii wagowej zajęła 13. pozycję. W 2017 wywalczyła pierwszy medal mistrzostw Europy juniorów, podczas czempionatu w Durrës.
W 2018 w Zamościu zdobyła drugi srebrny medal mistrzostw Europy juniorów, a także zadebiutowała w mistrzostwach świata seniorów w Aszchabadzie, gdzie zajęła 25. pozycję z rezultatem 202 kg w dwuboju. W 2019 wywalczyła trzeci tytuł wicemistrzyni Europy juniorów oraz jedyny w karierze brązowy medal mistrzostw świata juniorów.
Uczestniczyła w letnich igrzyskach olimpijskich, na których w swej kategorii wagowej (64 kg) zajęła 9. pozycję z rezultatem 220 kg w dwuboju.
Jest dwukrotną medalistką igrzysk śródziemnomorskich. W 2018 roku na igrzyskach w Tarragonie otrzymała złoty medal w podrzucie oraz srebrny w rwaniu.

## Osiągnięcia
| Rok     | Zawody                      | Miasto    | Miejsce | Kategoria | Wynik  |
| ------- | --------------------------- | --------- | ------- | --------- | ------ |
| 2015    | Mistrzostwa świata juniorów | Wrocław   | 12.     | 58 kg     | 172 kg |
| 2016    | Mistrzostwa Europy          | Førde     | 13.     | 58 kg     | 184 kg |
| 2016    | Mistrzostwa świata juniorów | Tbilisi   | 12.     | 58 kg     | 184 kg |
| 2017    | Mistrzostwa świata juniorów | Tokio     | 6.      | 58 kg     | 193 kg |
| 2017    | Mistrzostwa Europy juniorów | Durrës    | 2.      | 63 kg     | 204 kg |
| 2018    | Mistrzostwa świata juniorów | Taszkent  | 5.      | 63 kg     | 200 kg |
| 2018    | Mistrzostwa Europy juniorów | Zamość    | 2.      | 63 kg     | 207 kg |
| 2018    | Mistrzostwa świata          | Aszchabad | 25.     | 64 kg     | 202 kg |
| 2019    | Mistrzostwa Europy          | Batumi    | 9.      | 64 kg     | 207 kg |
| 2019    | Mistrzostwa świata juniorów | Suva      | 3.      | 64 kg     | 213 kg |
| 2019    | Mistrzostwa świata          | Pattaya   | 15.     | 64 kg     | 211 kg |
| 2019    | Mistrzostwa Europy juniorów | Bukareszt | 2.      | 64 kg     | 210 kg |
| 2021    | Mistrzostwa Europy          | Moskwa    | 5.      | 64 kg     | 213 kg |
| 2021    | Letnie igrzyska olimpijskie | Tokio     | 9.      | 64 kg     | 220 kg |
| Źródło: |                             |           |         |           |        |